# Sobradillo de Palomares
Sobradillo de Palomares es una localidad española perteneciente al municipio de Pereruela, en la provincia de Zamora, y la comunidad autónoma de Castilla y León.
Su término pertenece a la histórica y tradicional comarca de Sayago. Junto con las localidades de Arcillo, La Cernecina, Las Enillas, Malillos, Pueblica de Campeán, San Román de los Infantes, Pereruela, Sogo y La Tuda, conforma el municipio de Pereruela.

## Etimología
Una de las teorías existentes sobre el topónimo Sobradillo, es la que defiende que es diminutivo de sobredo o, lo que es lo mismo, lugar donde hay sobros o árboles comúnmente denominados alcornoques. La etimología del nombre de esta localidad, basada en el vocablo romance sobro, derivaría del vocablo latino suber, con el que los romanos designaron tanto al  alcornoque (quercus suber), como a su producto más característico, el corcho. Además, hay que destacar que sobro tiene conexión con el vecino Portugal, donde el alcornoque es denominado sobro, sobreiro y sovereiro, término que se aleja de la denominación leonesa, sufreiro. En definitiva, el topónimo del pueblo significaría "alcornocalillo".
Por otra parte, otros creen que la primera parte de su topónimo puede derivar de su localización en lo alto de cerros y peñascos, respondiendo la última, Palomares, a la abundancia que este territorio tuvo de este tipo de construcción, de los que aún se conservan algunos ejemplares.

## Geografía física

### Ubicación
El término de Sobradillo de Palomares, anejo del Ayuntamiento de Pereruela, se encuentra situado en el suroeste de la provincia de Zamora, dentro de la comarca natural de Sayago. Perteneciente al partido judicial de Zamora. En cuanto a Registro y Notaría, depende de Bermillo de Sayago. El núcleo urbano dista de la capital provincial unos 20 km, por la carretera ZA-320. El resto de las vías de comunicación se compone de una red de caminos locales y vecinales, no contando el término con vías pecuarias.
Sobradillo de Palomares limita con:
- Norte: término de Pereruela.
- Sur: término municipal de Fresno de Sayago, en su anejo de Mogátar.
- Este: término municipal de Pereruela, en su anejo de La Tuda y Dehesa de Castro.
- Oeste: término municipal de Fresno de Sayago, en su anejo de La Cernecina y término municipal de Pereruela, en su anejo de Malillos.

### Orografía
Cuenta con un relieve suavemente ondulado, con pendientes generalmente leves, salvo en la zona rocosa próxima a la ribera. La cota más elevada del término es de 805 m, siendo la altura media del casco urbano 772 m.
Geológicamente se corresponde con una llanura paleozoica (zócalo herciano) con depósitos detríticos del terciario. Se trata de una formación paleozoica cubierta por una capa de arcillas y areniscas terciarias de poca potencia, asentadas sobre rocas ígneas (granitos).
Su principal arroyo es el denominado «arroyo de la ribera de Sobradillo de Palomares», que cruza su término en dirección sur-norte y que tiene su origen junto al Teso Santo en Peñausende, en el límite de las provincias de Salamanca y Zamora. Este arroyo desagua directamente en el río Duero. Cuenta con otros cauces de menor entidad y que vierten sus aguas en la citada «Ribera», entre ellos el Perné, el Valluncal, el Resbaladero y los Vicos. Todos estos arroyos son de caudal estacional, lo que implica que las aguas son escasas durante buena parte del año.
Desde el punto de vista edafológico, los suelos son franco-arenosos, con regular escorrentía, drenaje moderadamente bueno y capa freática profunda. Son suelos de consistencia suelta, sin estructura definida, ph ácido, entre 4, 5 y 6, pobres en materia orgánica y nutrientes. En general son tierras pardas ácidas, de poco fondo, asentadas sobre granito, tierras marginales con vocación para el monte y los pastos. Los suelos de los fondos de los valles, originados a partir de sedimentos del terciario y del cuaternario reúnen mejores condiciones edafológicas.
La pobreza de su territorio queda manfiesta con el refrán sayagués referido a esta pequeña localidad, en el que se dice que Sobradillo de Palomares es alto en peñas y bajo en panes.

### Clima
El clima puede clasificarse como mediterráneo continentalizado, con gran variabilidad térmica estacional y un acusado período seco en verano. La temperatura media anual está en torno a los 12 °C y la pluviometría media ronda los 450 mm.

## Historia
De época prerromana es El Castro, situado en la dehesa de este nombre. Igualmente se conserva el topónimo Castillo, dentro de la localidad, en su parte más elevada, lugar donde se halla actualmente el depósito de agua, que presumiblemente acogió un castro previamente. Los más longevos del lugar recuerdan la Punticiella, puente romano destruido que soportaba la calzada romana a Almeida, hoy carretera, y El Villar, próximo al Castillo.
En la Edad Media, Sobradillo quedó integrado en el Reino de León, época en que habría sido repoblado por sus monarcas en el contexto de las repoblaciones llevadas a cabo en Sayago, datando su primera referencia escrita del siglo XIII, época en la que perteneció al monasterio de Sahagún, lo que justificaría la existencia de un convento del que en la actualidad solo quedan algunas referencias.
Posteriormente, en la Edad Moderna, Sobradillo de Palomares estuvo integrado en el partido de Sayago de la provincia de Zamora, tal y como reflejaba en 1773 Tomás López en Mapa de la Provincia de Zamora.
Perteneció a la cuadrilla de Pereruela, que era una de las cuatro en que se dividía el antiguo partido de Sayago dentro de la jurisdicción de la ciudad de Zamora.
A principios del siglo XIX (1827), según el Diccionario Geográfico-Estadístico de España y Portugal, este era lugar de realengo del partido de Sayago que contaba con 69 vecinos y 260 habitantes, una parroquia que tiene por anejos a Mogátar y los Maniles, además de un pósito. Se encuentra situado a la falda de montón de peñascos, con exposición al este y entre dos riberas que le circundan siguiendo la dirección norte para desaguar en el Duero. Produce su término centeno, patata, legumbres, cereales y nabos, así como ganado ovino, vacuno, porcino y gallináceo. Hay en él buenas aguas y excelentes piedras para pilas, embaldosado de calles y todo género de obras, singularmente hay buenas tierras para crisoles. Destaca de esta tierra el mes de diciembre en el que la mayoría de los paisanos hacen la matanza, momento en el que se puede disfrutar de un digno aprendizaje sobre las costumbres más tradicionales. Dista leguas de su capital, Zamora, contribuyendo con 2496 reales y 8 maravedíes.
Al reestructurarse las provincias y crearse las actuales en 1833, la localidad fue encuadrada en la provincia de Zamora, dentro de la Región Leonesa, integrándose en 1834 en el partido judicial de Bermillo de Sayago, dependencia que se prolongó hasta 1983, cuando fue suprimido el mismo e integrado en el partido judicial de Zamora.

## Geografía humana

### Demografía
| Gráfica de evolución demográfica de Sobradillo de Palomares entre 1842 y 1970 |
| |
| Población de derecho según los censos de población del INE Población de hecho según los censos de población del INEEn este censo se denominaba Sobradillo: 1842 Entre el censo de 1981 y el anterior, este municipio desaparece porque se integra en el municipio 49152 (Pereruela) |

### Economía
Las actividades económicas están centradas en la agricultura y, principalmente, en la ganadería. La agricultura está basada en el aprovechamiento del terreno con cultivos de secano, junto con el de sus praderas y pastizales. El principal cultivo de la zona es el cereal de secano siguiendo el sistema de año y vez. Principalmente se siembra centeno, trigo, cebada y la mezcla de avena con leguminosas como las vezas. Por lo general, son cultivos de bajo rendimiento, en torno a los 1.500 Kg/ha, siendo su destino bien para grano, bien para forrajes.
La actividad principal es la ganadería, donde tienen especial importancia las praderas y pastizales que se encuentran a lo largo de los arroyos, ya sean comunales o de particulares, generalmente cercados con paredes de piedra, denominadas cortinas. El aprovechamiento se hace normalmente “a diente”, pero aquellos prados asentados en lugares más fértiles y frescos admiten una siega primaveral. El resto de la superficie del término se corresponde con eriales, montes y roquedales cuyo único aprovechamiento posible es el pastoreo y la obtención de leñas. La cabaña ganadera se compone principalmente de ganado ovino (principalmente de razas Churra y Castellana) explotadas en régimen semiextensivo y bovino (de raza Parda Alpina puras o cruzadas), también explotadas en régimen semiextensivo. La presencia de ganado porcino es meramente testimonial, destinado al cebo para autoconsumo. Sobradillo también cuenta con un cebadero de pollos.

## Monumentos
Llama la atención que una buena parte de los edificios de esta localidad se encuentren asentados sobre roca viva, material abundante en su término y que en el paraje de Los Hociles nos muestra impresionantes vistas de gigantescos derrumbes de roca granítica que han llegado a taponar, de forma natural, el valle.
Destaca sobremanera su iglesia, que bajo la advocación de la Asunción, se presupone de origen románico, conservándose la nave de esa época, a pesar de haber sufrido una importante reforma en el siglo XVI. Todavía se conservan algunos canecillos de su primitiva fábrica románica, algunos de ellos bajo el soportal que resguarda la sencilla puerta de entrada que muestra doble arquivolta. 
Varias cruceros perviven diseminados por las calles del pueblo y que son las muestras del total de catorce que componía el Vía Crucis que sus habitantes recorrían con fervor en los días de Semana Santa. De entre ellas destacan la situada en el muro septentrional de su iglesia, caracterizada por ser una pequeña cruz obtenida de un único bloque de piedra. Su reciedumbre contrasta agradablemente con la fábrica románica del templo. Hacia el norte, en un cruce de caminos se distingue otro crucero y sin concesiones ornamentales de ningún tipo que se encuentran rodeadas de paredes que circundan las fincas que aquí reciben la denominación de cortinas.